# Дитрих, Альберт-Готтфрид
А́льберт Го́ттфрид Ди́трих (нем. Albert Gottfried Dietrich, 1795—1856) — немецкий ботаник и миколог.
Дитрих был куратором Ботанического сада Берлина и преподавателем в школе садоводства Шёнеберга.
Вместе с Кристоф Фридрихом Отто он был издателем «Allgemeine Gartenzeitung».

## Труды
- Terminologie der phanerogamischen Pflanzen ..., 1829
- Flora regni borussici, 1833–1844